# Östervallskogs kyrka
Östervallskogs kyrka är en kyrkobyggnad som tillhör Östervallskogs församling i Karlstads stift. Kyrkan ligger i Östervallskog, omkring en kilometer från norska gränsen.

## Kyrkobyggnaden

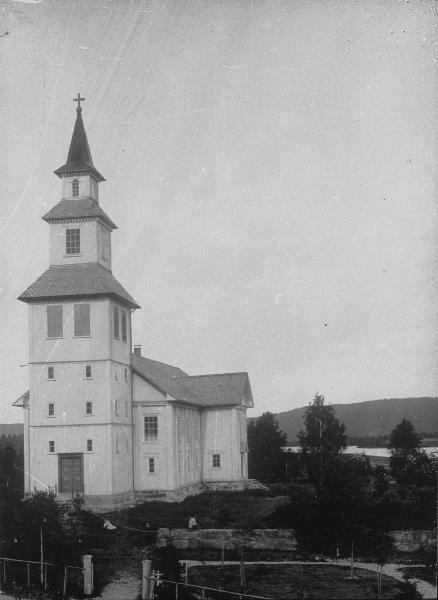
Gamla kyrkan

Första kyrkan på platsen var troligen uppförd på 1300-talet. En senare träkyrka uppfördes 1639, flyttades 1821 längre åt söder och revs 1868. Åren 1862-1868 uppfördes en stor träkyrka efter ritningar av arkitekt Johan Adolf Hawerman. Kyrkan brann ned 1983.
Nuvarande träkyrka uppfördes 1984-1985 efter ritningar av arkitekt Janne Feldt. 22 december invigdes kyrkan av biskop Sven Ingebrand.
Kyrkan består av rektangulärt långhus med rakt avslutat kor i öster och kyrktorn i väster. Ytterväggarna är klädda med vitmålad locklistpanel. Taket är belagt med tvåkupigt, svart betongtegel.

## Inventarier
- En dopfunt av sandsten är från 1200-talet och skadades när förra kyrkan brann.
- Nattvardskärl, oblatask och oblatjärn är från 1700-talet och räddades när gamla kyrkan brann.
- I korets norra del står dopfunten av lackerad furu. Tillhörande dopskål av mässing är tillverkad av firma Lars Holmström, Arvika.
- Predikstolen av lackerad furu står på en liten sockel i korets norra del.

## Orgel
- Innan 1963 användes ett harmonium.
- 1963 byggdes en orgel av Frede Aagaard som hade 13 stämmor. Den förstördes när kyrkan brann 1983.
- Orgeln med tio stämmor och två manualer är tillverkad 1988 av Mårtenssons orgelfabrik i Lund. Orgeln är byggd av lackerad fura och står i korets södra sida. Den är mekanisk och har en cymbelstjärna.

| Manual I     | Manual II      | Pedal      | Koppel  |
| Principal 8’ | Rörflöjt 8’    | Subbas 16’ | I/P     |
| Gedackt 8’   | Koppelflöjt 4’ |            | II/P    |
| Oktava 4’    | Flautino 2’    |            | II/I    |
| Kvint 2 2⁄3’ | Nasat 11⁄3’    |            | II 4'/P |
| Waldflöjt 2' |                |            |         |
| Ters 1 3⁄5'  |                |            |         |
| Trumpet 8'   |                |            |         |

### Webbkällor
- Kyrkor i Karlstads stift Del II, Utgiven av Värmlands Museum och Karlstads stift, 2008, ISBN 91-85224-72-3
- anläggningspresentation
- byggnadspresentation
- Länsstyrelsen Värmland